# Chimney Rock, Wisconsin
Chimney Rock là một thị trấn thuộc quận Trempealeau, tiểu bang Wisconsin, Hoa Kỳ. Năm 2010, dân số của thị trấn này là 234 người.